# OpenFeint
 (décembre 2010).
Si vous disposez d'ouvrages ou d'articles de référence ou si vous connaissez des sites web de qualité traitant du thème abordé ici, merci de compléter l'article en donnant les références utiles à sa vérifiabilité et en les liant à la section « Notes et références ».
OpenFeint est une plateforme sociale et une application pour le système d’exploitation de l’iPhone iOS et plus récemment pour le système d’exploitation de téléphones mobiles Android. Elle a été développée par Aurora Feint, une compagnie créée par les développeurs du jeu vidéo homonyme.  
Le 15 septembre 2010, OpenFeint avait annoncé que la plateforme se développerait sur les appareils dotés du système d'exploitation Android.
En 2011, OpenFeint est racheté par Gree. Mais le 17 novembre 2012, Gree annonce qu'il fermera la plateforme le 17 décembre 2012, pour tout miser sur les siens . Ce sont ainsi 180 millions d'utilisateurs sur iOS qui vont perdre leur compte, et des milliers d'applications qui vont devoir se mettre à jour.